# Peptide segnale
Il peptide segnale o sequenza segnale è un breve (15-30 amminoacidi) peptide presente all'estremità N-terminale della maggior parte delle proteine di nuova sintesi che sono destinate verso la via secretoria. Il peptide segnale è generalmente costituito in gran parte da amminoacidi idrofobi e grazie a questa caratteristica chimico-fisica viene riconosciuto dalla particella di riconoscimento del segnale.